# Tettigoniella blandula
Tettigoniella blandula är en insektsart som beskrevs av Victor Antoine Signoret 1860. Tettigoniella blandula ingår i släktet Tettigoniella och familjen dvärgstritar. Inga underarter finns listade i Catalogue of Life.